# Thuringowa
Thuringowa fue una ciudad y área de gobierno local ubicada en el estado de Queensland, en la costa noroeste de Australia.
Es la ciudad gemela de Townsville. Tenía una población de aproximadamente 60.000 habitantes en el año 2006. Estaba ubicada cerca del río de Ross, el cual se dirige directamente hacia el mar, donde desemboca en un arrecife. El suburbio de Thuringowa Central es el principal centro de negocios en esta área.
Thuringowa fue nombrada así en honor al estado de Turingia, en Alemania, donde nació el primer presidente de la comarca, John von Stieglitz.
Antes de su proclamación como ciudad el 1 de enero de 1986, Thuringowa era una gran comarca rural, que casi rodeaba a su ciudad gemela de Townsville.
En 2007, el Gobierno de Queensland recomendó que el Ayuntamiento de Thuringowa y el Ayuntamiento de Townsville se fusionaran como parte de la revisión de consejos y límites, y que la entidad fusionada fuera denominada como Ayuntamiento de Townsville, y la ciudad fuese llamada New Townsville City. La transición se completó con la elección de un nuevo consejo combinado el 15 de marzo de 2008.

## Historia

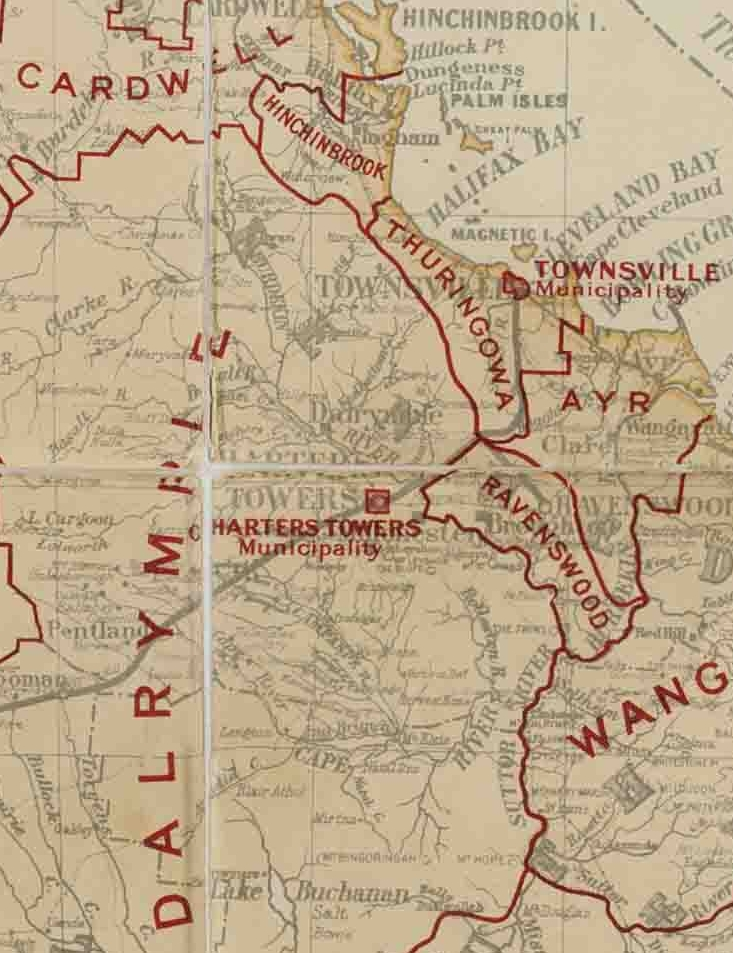
Mapa de la división de Thuringowa y áreas del gobierno local adyacentes, marzo de 1902

### Historia temprana
Antes del asentamiento europeo, los aborígenes nyawaygi vivían en los alrededores de Thuringowa, Townsville y Burdekin. El primer europeo registrado que vivió en Thuringowa fue James Morrill, cuyo bote desembarcó en 1846.
En 1860, el recién formado Gobierno de Queensland aprobó una ley que abría el área a arriendos pastorales, y para 1861 había muchas corridas en Thuringowa. En 1865, Robert Towns y John Melton Black, dos habitantes de la zona, habían comprado varias propiedades en toda Thuringowa. En 1865 Robert Towns construyó una obra en ebullición – en ese tiempo, no habían instalaciones para el envío de ganado vacuno u ovino, por lo que en 1865 Andrew Ball y Mark Reid abandonaron Woodstock para encontrar un puerto alrededor de la bahía de Cleveland y la ciudad y el puerto de Townsville se establecieron en la desembocadura de Ross Creek.

### Gobierno local
La ciudad de Thuringowa tuvo su origen en la División de Thuringowa, creada el 11 de noviembre de 1879 como una de las 74 divisiones alrededor de Queensland bajo la Ley de Juntas Divisionales de 1879 con una población de 638 habitantes.
El 16 de enero de 1888, la División de Ayr se creó a partir de la Subdivisión 3 de la División de Thuringowa en 1888 bajo la Ley de Juntas Nacionales de 1887.
Se produjo un progreso considerable las siguientes décadas; en 1902, Thuringowa tenía 1 020 viviendas en sus listas de tarifas. Los primeros presidentes Arthur Bundock y Joseph Hodel estuvieron involucrados en la construcción de obras de arquitectura clave como el puente del río de Ross, el puente en la calzada y el Puente Stuart Creek. Los puentes y calles que fueron construidos no fueron creados solo para servir a la parte rural de Thuringowa, sino también a sus subdivisiones residenciales de Hermit Park, Mundingburra y Rosslea. Se establecieron reticulaciones de agua y servicios sanitarios en esos suburbios y llevaron a cabo trabajos de iluminación y embellecimiento de calles a lo largo de toda la calle de Charters Towers. También durante este período la primera administración del Consejo fue construida en la Calzada, cerca de la intersección de Flinders Street West e Ingham Road.
Bajo la Ley de Autoridades Locales de 1902, las divisiones fueron renombradas comarcas, y el 31 de marzo de 1903, la División de Thuringowa se convirtió en la Comarca de Thuringowa. El período hasta 1918 fue de consolidación y obras menores, en lugar de grandes proyectos.
En 1918, gran parte de la zona urbana de la Comarca de Thuringowa fue transferida a Townsville. Esto inicialmente causó grandes dificultades a la comarca, ya que su base de tarifas se había reducido a 2500 contribuyentes y la sede del Consejo estaba fuera de la Comarca. El Consejo adoptó un enfoque conservador de la política durante este período que incluyó no solo los años de la década de 1930, sino también los años de la Segunda Guerra Mundial, cuando el área se convirtió en un punto de partida importante y fue anfitrión de un número significativo de personal militar.
Durante la década de 1960 y en adelante, se produjo un importante desarrollo y crecimiento suburbano en el área y el Consejo proporcionó nuevas instalaciones e infraestructura. En 1979, se construyó un nuevo centro de administración de la Comarca, que lo trasladó nuevamente al área local, y el 1 de enero de 1986, la Comarca de Thuringowa se convirtió en la Ciudad de Thuringowa.
En 2007, el gobierno estatal participó en un programa de reforma del gobierno local centrado en amalgamar LGA en Queensland. El Comité Asesor del Gobierno Local recomendó que las ciudades de Thuringowa y Townsville se unieran formando una nueva ciudad, llamada Ciudad de Townsville. Aunque fue fuente cierta controversia, la fusión finalmente tuvo lugar, y la Ciudad de Thuringowa dejó de existir en marzo de 2008. Les Tyrell, el alcalde de Thuringowa con 17 años en ese momento de experiencia como alcalde, le ganó a su par de Townsville, con 19 años de experiencia en la alcaldía, Tony Mooney, en las elecciones municipales de la nueva ciudad.

## Demografía
Thuringowa empezó a crecer en población rápidamente desde la década de 1980 convirtiéndose en una de las ciudades de más rápido crecimiento demográfico en Australia. Thurigowa había crecido en población desde tener algo más de 30 000 habitantes en 1986, hasta llegar a tener casi 66 000 habitantes en 2007.
| año  | población en el censo | % de crecimiento anual |
| ---- | --------------------- | ---------------------- |
| 1936 | 1,500                 |                        |
| 1954 | 2,627                 |                        |
| 1961 | 2,572                 |                        |
| 1966 | 2,863                 | 2.17                   |
| 1971 | 3,432                 | 3.69                   |
| 1976 | 10,914                | 26.03                  |
| 1981 | 17,728                | 10.19                  |
| 1986 | 30,104                | 11.17                  |
| 1991 | 37,722                | 4.62                   |
| 1996 | 44,319                | 3.27                   |
| 2001 | 52,715                | 2.90                   |
| 2006 | 62,935                | 2.96                   |
| 2007 | 65,782                | 4.5                    |

## Suburbios
La ciudad de Thuringowa incluía los siguientes suburbios:
|  | Urbanos - Alice River - Bluewater (playa) - Bohle - Bohle Plains - Bushland Beach (playa) - Condon - Deeragun - Kelso - Kirwan - Pinnacles - Rasmussen - Thuringowa Central | Rurales - Balgal Beach (playa) - Black River - Bluewater Park - Burdell (playa) - Jensen - Mount Low (playa) - Mutarnee - Paluma - Rollingstone - Saunders Beach (playa) - Shaw - Toolakea (playa) - Toomulla (playa) - Yabulu (playa) |

## Líderes municipales
La siguiente lista es de los presidentes y alcaldes de la División de Thuringowa, la Comarca de Thuringowa y la Ciudad de Thuringowa desde 1880 hasta 2008:
| Año       | Nombre                                         |
| --------- | ---------------------------------------------- |
| 1880–1882 | William Aplin                                  |
| 1882–1883 | Frederick Gordon                               |
| 1883–1884 | James Miller, luego, Arthur Glennie Bundock    |
| 1884–1885 | William Clayton, luego, Arthur Glennie Bundock |
| 1885–1888 | Arthur Glennie Bundock                         |
| 1888–1890 | Frederick Johnson                              |
| 1890–1891 | Joseph Hodel                                   |
| 1891–1892 | Joseph Hodel, luego, Frederick Johnson         |
| 1892–1898 | Joseph Hodel                                   |
| 1898–1900 | Robert Mawby                                   |
| 1900–1901 | Frederick Johnson                              |
| 1901–1910 | Joseph Hodel                                   |
| 1910–1912 | Henry Abbot                                    |
| 1912–1914 | Joseph Hodel                                   |

| Año             | Nombre                           |
| --------------- | -------------------------------- |
| 1914–1915       | Edward Crowder o Joseph Hodel    |
| 1915–1916       | Joseph Hodel                     |
| 1916–1917       | Edward Crowder                   |
| 1917–1920       | William Ireland                  |
| 1920–1929       | James Cummins                    |
| 1930–1948       | Charles Wallace Wordsworth       |
| Marzo-mayo 1949 | James Kelso                      |
| 1949–1960       | William Howard Favell Wordsworth |
| 1961–1966       | John Richard Brabon              |
| 1967–1969       | William DeCourcey                |
| 1970–1973       | John Richard Brabon              |
| 1973–1976       | William DeCourcey                |
| 1976–1991       | Dan Gleeson (Alcalde 86–91)      |
| 1991–2008       | Les Tyrell                       |